# Birao (subprefektur)
Birao är en subprefektur i Centralafrikanska republiken.   Den ligger i prefekturen Vakaga, i den nordöstra delen av landet, 800 km nordost om huvudstaden Bangui. Antalet invånare är 10 178.
Omgivningarna runt Birao är huvudsakligen savann. Trakten runt Birao är nära nog obefolkad, med mindre än två invånare per kvadratkilometer.